# Idioma ingusetio
El ingusetio es la lengua que hablan los ingusetios. Su número de hablantes era de aproximadamente 700 000 personas en el mundo. Los lugares donde se habla principalmente son Ingusetia y Chechenia, aunque también hay hablantes de esta lengua en Kazajistán, Uzbekistán y otras regiones de Rusia.

## Clasificación
El ingusetio, al igual que el checheno, forma parte de la rama caucásica septentrional.

## Distribución geográfica
Se habla principalmente en la Républica de Ingusetia, en la región caucásica, donde se encuentran la mayoría de sus aproximadamente 415 000 hablantes. Aunque también hay algunos grupos de ingusetios que se encuentran dispersos por el resto de la Federación Rusa, así como por Kazajistán, Uzbekistán, Turkmenistán, Bélgica, Noruega, Turquía y Jordania.

## Estatus oficial
En Ingusetia, es reconocido como una lengua oficial junto con el ruso.

## Sistema de escritura
A principios del siglo XX, se empleó la escritura árabe para escribir en ingusetio. Después de la Revolución de Octubre, se utilizó primero el alfabeto latino para su escritura, pero más tarde fue reemplazado por el cirílico.